# The Dark Pictures Anthology
The Dark Pictures Anthology to antologia gier wideo z gatunku survival horror opracowana przez Supermassive Games i opublikowana przez Bandai Namco Entertainment. Antologia ma składać się z ośmiu gier, a każda z nich będzie inspirowana innym gatunkiem horroru. W każdej grze występuje pięciu głównych bohaterów, których przetrwanie zależy od wyborów dokonanych przez gracza. W grach zastosowano perspektywę trzecioosobową oraz możliwość wyboru spośród różnorodnych opcji dialogowych i toków akcji.

## Seria
Man of Medan (2019)  - grupa pięciu postaci zostaje uwięziona na pokładzie nawiedzonego statku. Gra inspirowana jest mitem o statku widmo Ourang Medan.
Little Hope (2020) - czterech studentów, oraz ich profesor przeżywają wypadek autokaru. W poszukiwaniu pomocy trafiają do opuszczonego miasteczka Little Hope. Gra została zainspirowana procesami czarownic w Salem, oraz filmami Blair Witch Project (1999) i Omen (1976).
House of Ashes (2021) - podczas II wojny w Zatoce Perskiej grupa komandosów zostaje uwięziona w starożytnej świątyni. Gra inspirowana jest filmami Aliens (1986), Predator (1987) i The Descent.
The Devil in Me (2022) -  grupa pięciu dokumentalistów zostaje zaproszona do nakręcenia materiału w replice hotelu seryjnego mordercy H.H. Holmesa.
Directive 8020 (w zapowiedzi) - akcja zapowiedzianej piątej odsłony ma być osadzona na statku kosmicznym

## Odbiór
Według agregatora recenzji Metacritic, gry spotkały się z pozytywnym przyjęciem ze strony krytyków. Man of Medan otrzymał zbiorczą ocenę 69, Little Hope 71, House of Ashes 72, a Devil in Me 69. 